# Чужда Олег Петрович
Олег Петрович Чужда (нар. 23 липня 1963, Рівне) — український і радянський велогонщик. Заслужений майстер спорту СРСР, дворазовий чемпіон світу, срібний та бронзовий призер Чемпіонату світу.

## Біографія
Народився 23 липня 1963 у місті Рівне. Батько — Петро Чужда, тренер-викладач Дубенської дитячо-юнацької спортивної школи, заслужений тренер СРСР. Велоспортом почав займатися з 10 років. У 14 і 15 років двічі ставав чемпіоном України серед школярів.
Першим вагомим досягненням Олега Чужди стала золота медаль, яку він здобув у 17 років на Всесоюзній спартакіаді школярів в Клайпеді. У складі складу молодіжної збірної СРСР у 1980 році в Мехіко виграв золоту медаль на Чемпіонаті світу з велоспорту серед юніорів у командній гонці. Після цього турніру отримав «звання майстра спорту міжнародного класу».
У 18 років на Юнацькому чемпіонаті світу у Лейпцигу здобув срібну медаль у груповій гонці. У 1982 році у складі збірної команди СРСР брав участь у чемпіонаті світу в Англії, де здобув бронзову медаль в командній гонці на 100 км. Був капітаном збірної України з велоспорту, яка стала чемпіоном VIII літньої Спартакіади народів СРСР (1983).
У 1983 році на XXXVI велогонці Миру, шлях якої проходив через Польщу, Німеччину, Чехію, став срібним призером турніру. Виступав у 1983 році на Чемпіонаті світу у Швейцарії у складі збірної СРСР з велоспорту, яка здобула золоту медаль.
Після цієї гонки Олег Чужда отримав звання «Заслужений майстер спорту СРСР». Був членом олімпійської збірної СРСР з велоспорту. Проте, оскільки Радянський Союз бойкотував Літні Олімпійські ігри 1984, у цьому змаганні участі не брав.

## Досягнення
- 1980
  - Чемпіон світу з велоспорту серед юніорів у командній гонці
- 1981
  - 1-ше місце на «Giro della Lunigiana» (Італія)
  - 2-ге місце у груповій гонці Юнацького чемпіонату світу
- 1982
  - 3-тє місце на «Milk Race» (Велика Британія)
- 1983
  - Чемпіон світу в командній гонці на 100 км
  - 2-ге на XXXVI велогонці Миру
  - 3-тє на «Tour de Bretagne Cycliste» (Франція)
  - 5-те на автодромі Сарта
- 1984
  - 1-ше на «Milk Race» (Велика Британія)
- 1986
  - 1-ше на «Tour of Sochi»
- 1992
  - 2-ге місце на «Volta ao Alentejo» (Португалія)